# 베이커 맥킨지
베이커 맥킨지(Baker McKenzie)는 미국 시카고에 본사를 둔 미국계 다국적 로펌이다. 시카고 대학교 로스쿨 출신 변호사 러셀 베이커(Russell Baker)와 로욜라 대학교 시카고 로스쿨 출신 변호사 존 맥켄지(John McKenzie)가 1949년 시카고에서 베이커 앤 맥킨지(Baker & McKenzie)를 개업하였다. 2016년 12월 사명에서 앤(&)을 빼고 베이커 맥킨지로 사명을 변경하였다. 현재 세계 47개 국가에서 4,600명 이상의 변호사를 고용하고 있다.